# 墨臣艾禾里製片
墨臣艾禾里製片（英語：Merchant Ivory Productions）是一間成立於1961年的電影製作公司，由導演占士·艾華利（James Ivory）及監製伊斯麥·墨臣創辦。旗下電影多由占士·艾華利執導、伊斯麥·墨臣監製及露絲·鮑爾·賈華拉編劇，三人曾被譽為三頭神。
公司最初成立的原因是「在印度製作英語電影並把它們發揚至國際」，但最後他們製作的電影卻多是以英國或美國作背景。
公司有不少的電影均為改編作品，原著多為19至20世紀初的英美小說，最著名的有亨利·詹姆斯及E·M·福斯特的作品。雖然三人因製作英國電影聞名，但他們之中卻沒有一個是土生土長的英國人。

## 主要電影
- 《看得见风景的房间》（A Room With a View）
- 《莫里斯的情人》（Maurice）
- 《此情可問天》（Howards End）
- 《告別有情天》（The Remains of the Day）

## 外部連結
- 官網 （页面存档备份，存于）
- 互联网电影数据库上墨臣艾禾里製片的资料（英文）